# استان دونگا
استان دونگا از استان‌های کشور آفریقایی بنین است.